# Schachthöhle

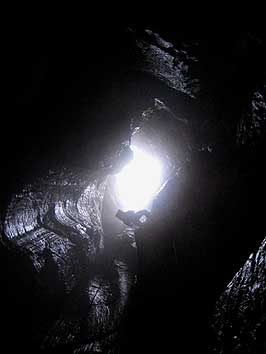
Befahrung des Flaschenschlundes, Schachthöhle, Ebensee (Salzkammergut), Österreich

Beispiel einer Schachthöhle: die Schwalbenhöhle in Mexiko

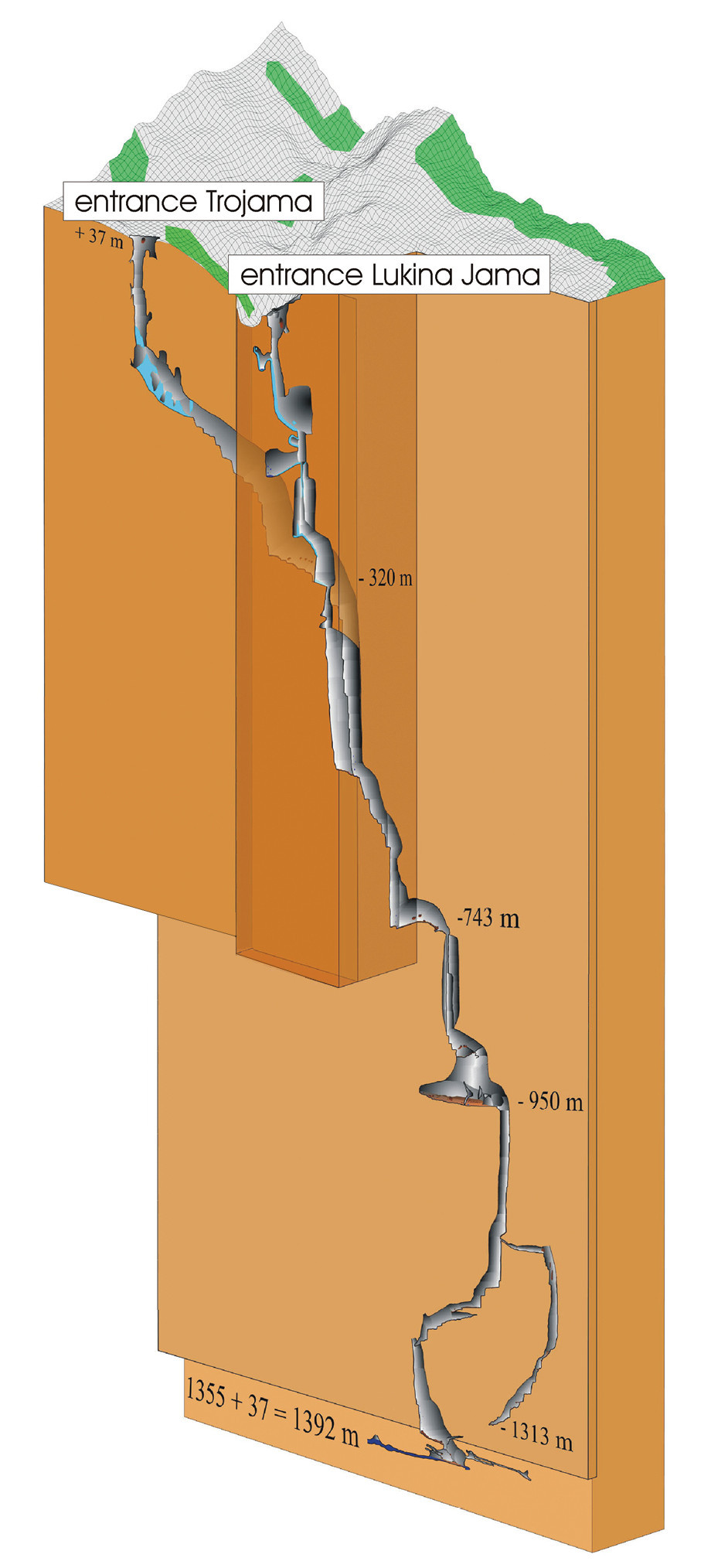
Das Lukina Jama–Trojama Höhlensystem ist eine über 1400 m tiefe Schachthöhle in Kroatien

Eine Schachthöhle ist eine Höhle, die durch überwiegend senkrechte Gangpassagen geprägt ist. Der Begriff „Schacht“ wird in diesem Zusammenhang ganz allgemein für abwärtsführende, mehr oder weniger senkrechte Höhlengänge verwendet. Ihre vertikale Ausdehnung reicht von einigen Metern bis zu mehreren hundert Metern Tiefe. Folgen mehrere Schächte unmittelbar nacheinander, so spricht man von Schachtstufen. Die Schachtquerschnitte sind häufig ungefähr elliptisch und nach unten glockenförmig erweitert.
Ist bereits der Eingang zur Höhle ein vertikaler Schacht, spricht man von einem Tageslichtschacht. Es wird aber auch gerne der Begriff Einsturzdoline oder bei entsprechender Größe Tiankeng verwendet. Zudem unterscheidet man generell Direktschächte von solchen, die Umsteigstellen erfordern. Für alle drei Unterarten gibt es gesonderte Statistiken. Für die Befahrung ist der spektakulärere Direktschacht auch der schwierigere, weil man ein Seil braucht, das länger ist als der Schacht tief, bei zunehmender Tiefe wird das Seil durch sein Eigengewicht unhandlicher. Umsteigstellen bieten zudem die Möglichkeit kurz auszuruhen, nicht nur beim Abstieg, sondern auch beim Aufstieg.
Schachthöhlen kommen in den Alpen häufig vor, sind jedoch auch in anderen Karstlandschaften der Erde verbreitet. Je nach betrachtetem Gebiet sind die jeweils lokalen Bezeichnungen gebräuchlich, so etwa Gouffre oder Aven (Frankreich), Sima (auf den Tepuis in Südamerika) oder etwa 天坑,  Tiānkēng – „Himmelsgrube“ (China). Schächte werden in der Regel mit der Einseiltechnik befahren. Wird ein Schacht von unten entdeckt, spricht man in der Höhlenforschung von einem Kamin (oder Schlot) und bezieht sich dabei lediglich auf die andersartige – viel schwierigere – Befahrungstechnik.
Die gemessen am Volumen weltweit größte Schachthöhle ist die Xiaozhai Tiankeng mit 119.348.000 m³. Sie befindet sich im Kreis Fengjie im Verwaltungsgebiet von Chongqing in Südwestchina. Bei einer Tiefe von 662 m misst sie im Durchmesser 633 m am Rand und 522 m am Grund.
Die tiefste Schachthöhle Deutschlands ist die Riesending-Schachthöhle im Untersberg bei Berchtesgaden. Die Tiefe der Höhle beträgt 1149 m, die Länge 23,8 km (Stand Oktober 2022). Die tiefste Schachthöhle Österreichs ist der Lamprechtsofen in den Leoganger Steinbergen mit 1727 m bei einer Länge von 60 km (Stand Februar 2023).
Einen Sonderfall stellen teilweise wassergefüllte Schachthöhlen wie Cenotes dar, die Zugang zu Unterwasserhöhlen im Aquifer erlauben. Während – bedingt durch die Entstehung während eiszeitlicher Meeresspiegelschwankungen – ihre Tiefe in der Regel auf weniger als 100 Meter begrenzt ist, sind im Mittelmeerraum (Fontaine de Vaucluse in Frankreich, Roter See in Kroatien, Viroit See in Albanien) Tiefen von mehr als 275 Metern dokumentiert. In seltenen Fällen ist die Entstehung zumindest teilweise hypogenetisch, d. h. der Lösungsprozess begann von unten durch Thermalwässer (Hranická propast in Tschechien, Zacatón in Mexiko, Pozzo del Merro in Italien).